# لوئیز گریفیث
لوئیز گریفیث (به انگلیسی: Louise Griffiths) (زاده ۳۱ ژوئیهٔ ۱۹۷۸) بازیگر انگلیسی است.
از کارهای معروف او می‌توان به بازی در فیلم همه‌چیز در عشق است اشاره کرد.